# Sihame Assbague
Sihame Assbague, née le 2 août 1986 à Paris, est une journaliste et militante française se réclamant de l'« antiracisme politique ».
Ancienne porte-parole du collectif Stop le contrôle au faciès, elle est notamment connue pour son travail sur les violences policières. Certaines de ses prises de position et pratiques militantes (comme le choix d'organiser des ateliers de formation en non-mixité en 2016) ont provoqué des polémiques politiques et médiatiques.

## Biographie
Ses parents, originaires du Maroc, ont cinq enfants, la famille vivant dans la banlieue sud de Paris. Sihame Assbague est titulaire d’un bac littéraire.
Après être passée par une classe préparatoire, elle valide deux masters, l'un en lettres modernes et l'autre en science politique. Diplômée en sciences politiques, elle travaille comme chargée de mission (ou « conseillère politique ») pour la mairie du 14e arrondissement de Paris. Elle démissionne toutefois rapidement, expliquant : « mes idées, mon engagement ne collaient pas avec mon travail ». En 2012, elle devient porte-parole du collectif contre le contrôle au faciès. Elle devient en même temps professeure de français dans un lycée au sein d'une zone d'éducation prioritaire, à Épinay-sur-Seine. Elle démissionne une nouvelle fois pour voyager en Europe et aux États-Unis, et s'investit dans le militantisme bénévole ensuite.

## Carrière
Se définissant comme « journaliste par obligation », elle forme un binôme de « contre-journalistes du net », selon l'expression du site Rue89, avec la journaliste Widad Ketfi, blogueuse sur Bondy Blog et cheffe d'édition pour une émission sur Canal+. Les « journactivistes » utilisent des applications comme Périscope pour mener des contre-enquêtes sur des articles ou propos qu'elles jugent diffamatoires. Elles critiquent un dossier du Figaro Magazine consacré à la ville de Saint-Denis. Toujours avec Widad Ketfi, elles suivent en direct sur YouTube (sous le hashtag #DossierTabouche) l'émission de M6, diffusée le 28 septembre 2016, titrée « L’islam en France : la République en échec » et présentée par le journaliste Bernard de La Villardière. Sihame Assbague dédie l'émission à Adama Traoré. L'anthropologue Nacira Guénif-Souilamas et l'ancien consul de Tunisie en France Karim Azouz ont participé à cette émission suivie par 500 à 800 internautes.
Elle explique avoir bénéficié de réseaux sociaux qui ont permis « d'établir de nouveaux rapports de force, et de rendre visible cette parole que l'on a tant voulu occulter ». Ses différentes interventions sur Twitter (réseau sur lequel elle compte 24 000 abonnés en 2016) au sujet d'un certain nombre d'affaires liées à des comportements racistes, à des abus ou à des violences policières sont relevées par les médias,,.
Le 1er septembre 2015, lors du lancement de Contre-attaque(s) — plateforme internet de lutte contre l’islamophobie publiée sous la direction de Alain Gresh —, Sihame Assbague est membre de son comité de rédaction,.
Selon la réalisatrice afroféministe Amandine Gay, le parcours professionnel de personnalités comme Sihame Assbague, qui sont qualifiées de « militantes » ne leur permet pas d'accéder aux fonctions auxquelles elles pourraient espérer.

## Engagement militant
En 2005, la mort de Zyed Benna et Bouna Traoré, deux adolescents de la banlieue parisienne, est un drame déterminant dans sa construction personnelle :

« Ces deux jeunes qui meurent, ça aurait pu être mes frères : il y a un point d’identification très fort. Et la réaction des médias, les sorties de Nicolas Sarkozy ont alimenté ma colère : cet événement, c’est le point de rupture. »

Entrepreneuse sociale, Sihame Assbague se définit en juin 2015 comme « féministe intersectionnelle » — « prenant en compte la triple oppression de race, de genre et de classe » — et fait la promotion du community organizing (organisation communautaire), un mode de militantisme dont Saul Alinsky est considéré comme le fondateur et qui promet de rendre le pouvoir aux quartiers populaires. Sur le plan professionnel, elle est l'associée fondatrice d'un cabinet de conseil, fondé en 2013, nommé "Studio Praxis", s'inscrivant « dans la mouvance de l'entrepreneuriat social », dont la mission déclarée « est de renforcer la prise en compte de la pluralité de la société française ».

### Laïcité
Sa première expérience militante remonte à 2004, lorsqu'elle s'oppose à la loi sur les signes religieux à l’école, imposée à une camarade, alors qu'elle-même, musulmane pratiquante, ne porte pas le voile[réf. nécessaire].

### Actions antiracistes
Elle critique, en août 2015, le peu de résultats obtenus par l'association SOS Racisme malgré les moyens dont elle dispose grâce à ses subventions.
En 2016, elle donne une conférence contre l'état d'urgence à Gennevilliers aux côtés d'Alexis Bachelay, député socialiste, bras droit de Benoît Hamon[source insuffisante].

#### Stop le contrôle au faciès
Le 25 août 2014 de la même année, à la suite de l'affaire Michael Brown elle publie — avec Rokhaya Diallo — une tribune rappelant la mort de Bouna Traoré et dénonçant la différence de traitement quand des évènements comparables se produisent en France.
Le 2 octobre 2014, alors qu'elle est porte-parole de « Stop le contrôle au faciès », elle pose une question depuis le public à Alain Juppé, qui était l'invité de l'émission Des paroles et des actes.
En juin 2015, le collectif Stop le contrôle au faciès participe à une action en justice contre l’État français pour des contrôles de police jugés discriminatoires. L'État, condamné sur cinq dossiers en appel (sur treize présentés), s'est pourvu en cassation ; la condamnation a été confirmée pour trois des cas concernés.

#### Camp d'été décolonial
En août 2016, Sihame Assbague et Fania Noël organisent un « camp d'été décolonial »,.
Les rencontres, en non-mixité, ont pour objectif d'offrir aux personnes « subissant le racisme d'État en contexte français », un espace de rencontre et de réflexion. Les participants expliquent « préférer un espace où personne ne pourra douter de la véracité de leur ressenti ou le tempérer en le taxant de "victimisation" ou de "paranoïa" ». Hanane Karimi, Françoise Vergès et le porte-parole de la « Brigade anti-négrophobie » Franco Lollia y animent des ateliers de réflexion, tout comme Marwan Muhammad président du Collectif contre l'islamophobie en France (CCIF). Environ 150 à 180 personnes se sont inscrites au camp, qui doit durer quatre jours.
Avant sa tenue, ce camp est l'objet d'une polémique nationale concernant sa non-mixité, en excluant de facto les personnes blanches. Lors de la séance des questions au gouvernement du 27 avril 2016, la ministre de l'Éducation nationale Najat Vallaud-Belkacem condamne fermement l'initiative,. Des personnalités, comme la journaliste et polémiste Eugénie Bastié, le président de la Ligue internationale contre le racisme et l'antisémitisme Alain Jakubowicz, ainsi que l'association SOS Racisme ou l'homme politique d'extrême droite Florian Philippot (alors au Front national) prennent publiquement position contre l'évènement et demandent son interdiction,,. Le préfet la refuse, estimant « qu'il n'y avait eu ni "expression publique de racisme ou d'exclusion", ni de "trouble à l'ordre public" pouvant justifier l'interdiction de l'événement ».
Un collectif d'une cinquantaine d'universitaires, militants et artistes prend la défense de l'événement sur un blog de Mediapart. La politologue Audrey Célestine considère la polémique comme incarnant parfaitement la difficulté « à avoir une discussion critique non hystérique ».
Les organisatrices souhaitent également que les journalistes qui se rendraient au camp soient eux-mêmes « racisés » et qu’ils appartiennent à une rédaction dont le traitement du racisme leur semblait pertinent ; Mediapart accepte la condition à la suite d'un débat interne sur ce choix militant ; en revanche, pour l'hebdomadaire Marianne, il s'agit d'une « censure a priori »,,.
Un deuxième camp décolonial est organisé en 2017 dans un lieu confidentiel.[réf. nécessaire]

### Perception de son action

#### Intégration dans l'anti-racisme français
Les acteurs historiques du combat antiraciste — la Ligue des droits de l'homme (LDH, 1898), la Ligue internationale contre le racisme et l'antisémitisme (Licra, 1927), le Mouvement contre le racisme et pour l'amitié entre les peuples (Mrap, 1949), et SOS Racisme (1984) —, qui donnent à leur lutte une dimension universaliste, réagissent différemment à la forme de militantisme adoptée par la génération des « nouveaux antiracistes » à laquelle appartient Sihame Assbague. Ainsi, « le Mrap et la LDH disent pouvoir travailler avec Sihame Assbague, Fania Noël et Houria Bouteldja – les deux associations soutiennent d’ailleurs la Marche pour la dignité –, il n’en est pas de même pour SOS Racisme. « Elles ne sont pas nos premiers ennemis », commente Blaise Cueco [responsable du mouvement pour la région parisienne et membre du bureau national]. L’association les qualifie toutefois de « mouvement raciste, car ils clivent sur des questions de couleurs de peau » ». Selon Pierre Tartakowsky (LDH), les désaccords sont « aussi une conséquence de la situation même de la gauche : « Une partie de la gauche et des Républicains porte la tendance xénophobe en l’habillant d’une pseudo-laïcité d’exclusion. Le camp antiraciste est lui-même traversé par ces courants d’idées » ».

#### Critiques de ses positionnements
Sihame Assbague fait l'objet de diverses critiques, allant de l'accusation de « racisme antiblanc ». Julien Salingue d'Acrimed critique ces propos qui selon lui amalgament « une militante associative, porte-parole d'un collectif dénonçant le racisme et les violences policières » avec le fait d'être « facho ». « Personne ne dit que les Blancs ne peuvent pas partager le combat antiraciste. Au contraire. Mais comme pour toutes les autres oppressions, il appartient aux concernés de s’organiser et de lutter pour leur émancipation ».

## Publications
- (en) Sihame Assbague, Wissam Xelka, Saïd Bouanama, Nacira Guénif, Maboula Soumahoro, Patrick Simon et Julien Talpin, « Political anti-racism and class », Mouvements, vol. 100, no 4,‎ 2019, p. 169 (ISSN 1291-6412, lire en ligne, consulté le 17 avril 2022)
- Assbague, Sihame. « Wikipédia, ou la discrète neutralisation de l’antiracisme. Enquête sur la fabrique quotidienne d’un géant encyclopédique », Revue du Crieur, vol. 21, no. 2, 2022, pp. 140-159.